# Josef Souhrada (Priester)

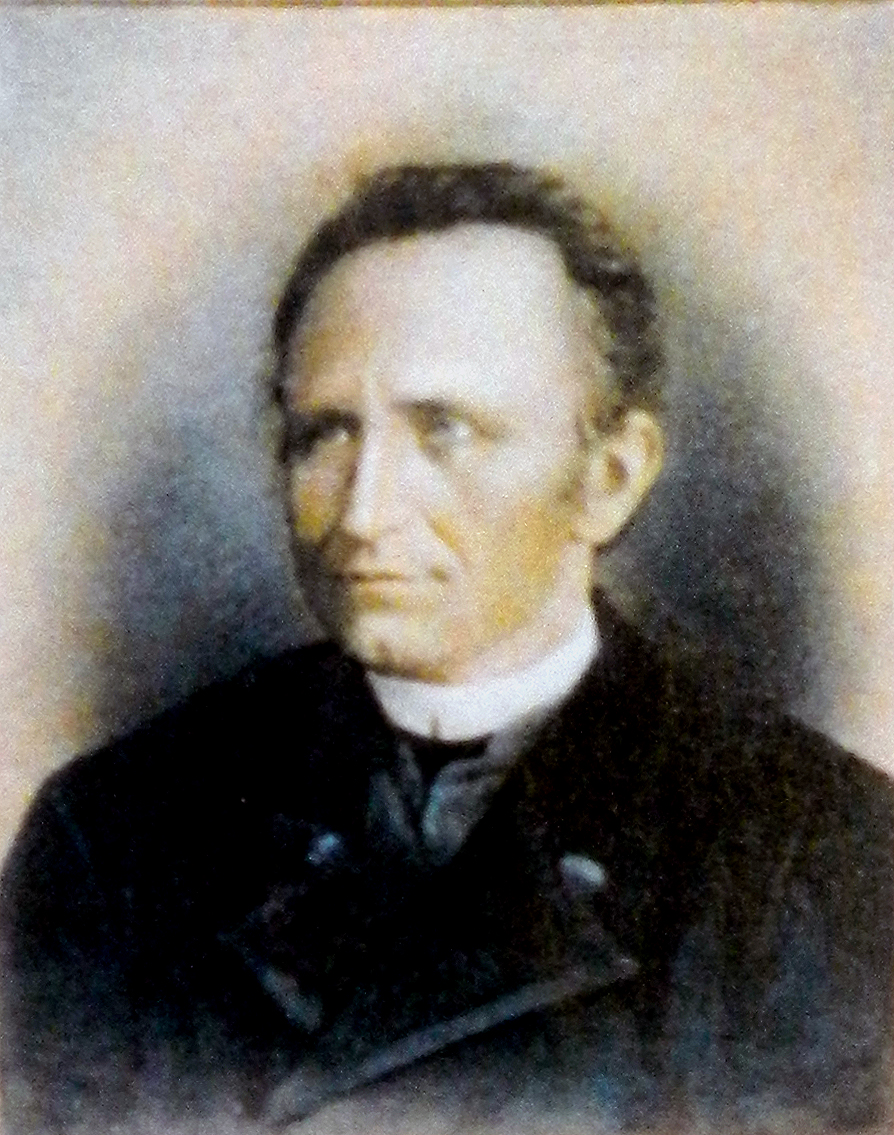
Josef Souhrada

Josef Souhrada (* 11. Juni 1838 in Kutschera, Böhmen; † 5. Mai 1892 in Chudenitz, Böhmen) war ein tschechischer Priester und Schriftsteller.

## Leben
Josef Souhrada besuchte das Gymnasium in Pisek. Er studierte ab 1858 im Budweiser Priesterseminar und wurde 1862 zum römisch-katholischen Priester geweiht. Danach war er Kaplan in Klattau, ab 1864 Pfarrer von Chudenitz, in diesem Zusammenhang auch Religionslehrer des jungen Grafen Franz Czernin. Ab 1878 war er Pfarrer in Petersburg.
In dieser Zeit wanderten allein aus Österreich-Ungarn mehrere Millionen Menschen nach Amerika aus. Diese Auswanderungswelle umfasste auch einige verwandte Familien, die sich im mittleren Westen der Vereinigten Staaten von Amerika ansiedelten. Er blieb im Rahmen seiner Reisen in Amerika mit ihnen in Verbindung und publizierte in tschechischer Sprache in St. Louis, Missouri.
Seine literarischen Förderer waren Kanonikus Benedikt Kulda und der Erzieher in der Familie Czernin Karl Jičinski.
Während der Pockenepidemie von 1892 infizierte er sich beim Sterbesakrament und starb als letztes Opfer der Pocken in Chudenice.

## Leistungen
Das Hauptwerk bilden religiöse Erzählungen, Reiseberichte und Predigtsammlungen. Die Werke sind neben der Auswanderungsthematik und allgemeinen seelsorglichen Gesichtspunkten auch vor dem Hintergrund der damaligen Konflikte über die Neuorganisation der Österreichisch-Ungarischen Monarchie zu lesen, siehe Böhmische Deklaration und österreichisch-ungarischen Ausgleich. Die Schlacht von Königgrätz am 3. Juli 1866 gehört ebenfalls zum historischen Hintergrund der Werke. Die amerikanischen Publikationen erschienen in „Hlas“ (Die Stimme), einem tschechischen Blatt in St. Louis, Missouri. Diese Zeitschrift wurde von seinem Onkel Josef Hešoun herausgegeben, einem dort ansässigen tschechischen Pfarrer. Weitere Beiträge erschienen in der Zeitschrift „Cech“ (Der Böhme).
Neben seiner Tätigkeit als Pfarrer und Schriftsteller gründete er 1869 in Chudenice gemeinsam mit Heinrich Kvapil, dem Hausarzt der gräflichen Familie Czernin einen Consum-Verein.
1872 war er maßgebend an der Gründung der Gemeinde-Sparkasse im selben Ort beteiligt und wurde deren Vorstand. Weiters ist Gemeindebibliothek in Chudenice auf ihn zurückzuführen.

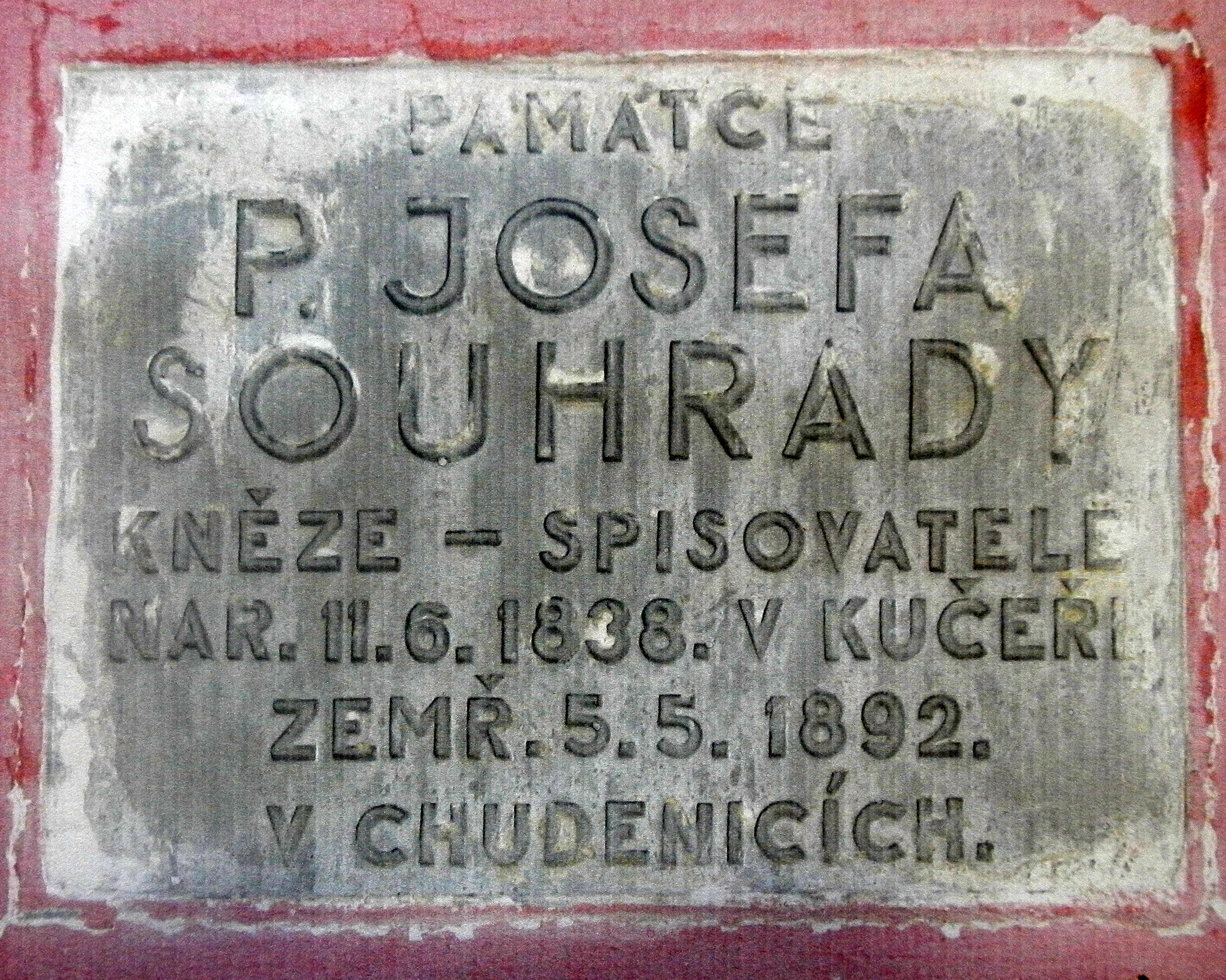
Gedenktafel am Friedhof von Chudenitz

## Werke
Werke von Josef Souhrada in der Österreichischen Nationalbibliothek sind digitalisiert und können kostenfrei im Internet abgerufen werden.
- Sedmero hlavních hříchů. Kazaní postní (Die sieben Hauptsünden. Fastenpredigt), 1868.
- Sedmero křesťanských ctnoští. Kazaní postní (Die sieben christlichen Tugenden. Fastenpredigt), 1869.
- Pout do Celly Panny Marie (Wallfahrt nach Zell zur Mutter Gottes). 1870.
- Odchod Českého kněze do Ameriky (Reise eines tschechischen Geistlichen nach Amerika), 1871.
- Ze Železnice (Von der Eisenbahn), 1872.
- Lilie Šumavská (Die Lilie aus der Šumava/dem Böhmerwald), 1873.
- Češti vystéhovalci (Böhmische Auswanderer), 1874.
- Mařenka (Marie. Ein Lebensbild), 1874.
- Dum Starých a palác novyćh (Das Haus der „Stary“ [der „Alten“] und das Palais der „Novy“ [der „Neuen“]), 1875.
- Pán raní – Pán hojí (Der Herr verwundet,   der Herr heilt. Ein Bild aus dem Dorfleben), 1875.
- Večerní zábavy (Abendunterhaltungen), 1876.
- Mrzákovy zápilky. Obraz ze dnu našich (Tagebuch eines Verstümmelten. Bild aus unserer Zeit), 1877.
- Pred oddavkami. Obraz ze života pro život (Vor der Trauung. Ein Lebensbild für das Leben), 1877.
- Kartařčina Lidka. Obraz ze vsi (Die Kartenaufschlägerin Lidka), 1878.
- Lenka z pohodny. Obraz ze skutečnosti (Eleonore aus dem Waisenhause. Ein Bild aus dem wirklichen Leben), 1879.
- Kněz Ian. (Pater Johann), 1880.
- Uryoky ze žívota kněžského. Sedmero obrazu (Skizzen aus dem Leben des Geistlichen. Sieben Bilder), 1885.
- Muj pohřeb a mé vzkříšeni. Obraz z počatku našeho stoleťí (Mein Begräbnis und meine Auferstehung. Bilder aus dem Anfang dieses Jahrhunderts), 1887.
- Beiträge in den Zeitschriften
  - „Posvátná kazatelna. Časopis kazatelský.“ (Die heilige Kanzel. Zeitschrift für Prediger.)
  - „Hlas“ (Die Stimme, tschechisches Blatt erscheinend in St. Louis, Missouri)
  - „Čech“ (Der Böhme)